# L. Susan Brown
L. Susan Brown (born 1959) é uma acadêmica anarquista canadense que busca conciliar as teorias em torno do anarcofeminismo, do anarcoindividualismo e do anarco-comunismo em seus escritos teóricos.
Brown é mais conhecida por seu texto germinal As Políticas do Individualismo  de 1993, no qual ela faz uma distinção entre o "individualismo existencial" e o "individualismo instrumental" examinando como estas definições são apresentadas nos discursos relacionados ao liberalismo (particularmente ao feminismo liberal) e ao anarquismo. Brown tem publicado vários artigos de filosofia política sobre anarquismo e feminismo, e teve sua obra traduzida para o flamengo, o francês, o alemão e o finlandês.
Brown vive na cidade de Toronto, Ontario e possui um título de Ph.D. pela Universidade de Toronto.

## Obra
- The Politics of Individualism: Liberalism, Liberal Feminism and Anarchism. Montreal: Black Rose, 1993.